# Цайнинген
Цайнинген (нем. Zeiningen) — коммуна в Швейцарии, в кантоне Аргау.
Входит в состав округа Рейнфельден.  Население составляет 2172 человека (на 31 декабря 2007 года). Официальный код  —  4263.

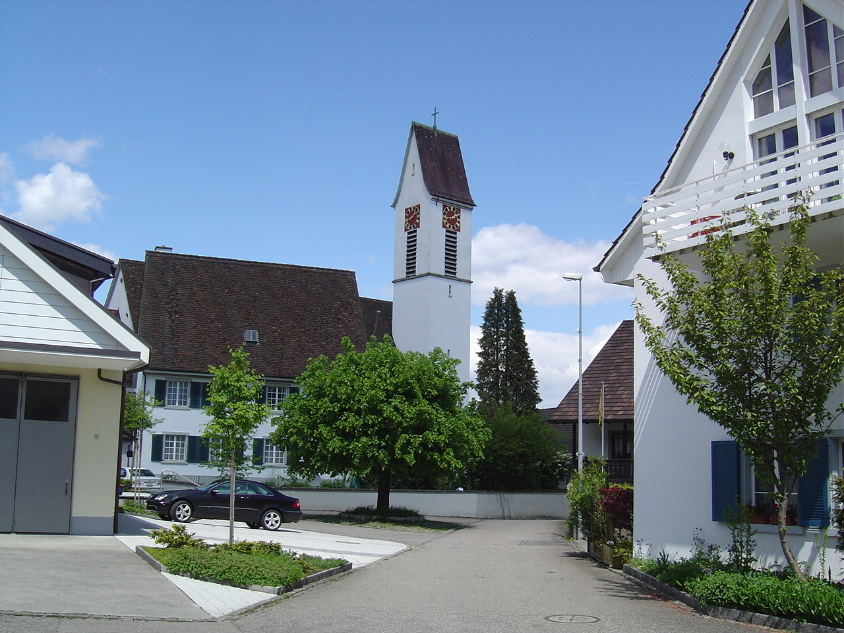
Церковь